# Dendropoma cristatum
Dendropoma cristatum (Biondi, 1859) è un mollusco gasteropode marino della famiglia Vermetidae.